# Stazione di Piazzola-Campo San Martino
La stazione di Piazzola-Campo San Martino è una stazione ferroviaria della dismessa ferrovia Treviso-Ostiglia, un tempo posta a servizio dei comuni di Piazzola sul Brenta e di Campo San Martino.

## Storia
L'impianto fu aperto il 28 ottobre 1941, assieme al tronco Grisignano di Zocco – Treviso della ferrovia Treviso-Ostiglia.
La stazione rimase in esercizio effettivo per pochi anni. Durante la Seconda guerra mondiale, la stazione fu rasa al suolo dai bombardamenti e vide cessare le proprie funzioni. Al termine del conflitto, nel 1946, fu riaperto all'esercizio il solo tratto Treviso-Quinto di Treviso, rimesso in sesto dall'esercito americano per fini strategici, data l'instabile situazione politica a Trieste. Al contrario del tratto Quinto di Treviso-Grisignano di Zocco non fu mai riaperta.

## Strutture e impianti
La stazione era dotata di un fabbricato viaggiatori a pianta rettangolare e a due livelli. Al piano inferiore erano posizionate le sale d'attesa di I, II e III classe, l'ufficio movimento, una lampisteria ed il deposito bagagli. Il piano superiore un tempo era riservato ad abitazione del capostazione. Al 2015 non rimane nessuna traccia.
L'impianto era inoltre dotato di uno scalo merci e di un magazzino merci. Il tetto del magazzino merci, un tempo parzialmente collassato per il cedimento di alcune travi portanti in legno, è stato restaurato e ricostruito agli inizi del decennio 2010.